# Douzième circonscription du Pas-de-Calais
La douzième circonscription du Pas-de-Calais est l'une des douze circonscriptions législatives françaises que compte le département du Pas-de-Calais (62) situé en région Hauts-de-France. 

## Description géographique et démographique

### De 1958 à 1986
La douzième circonscription du Pas-de-Calais était composée de :
- canton de Liévin
- commune d'Avion
- commune d'Éleu-dit-Leauwette

Source : Journal Officiel du 14-15 Octobre 1958.

### Depuis 1988
La douzième circonscription du Pas-de-Calais est délimitée par le découpage électoral de 2012 avec les six cantons de :
- canton de Bully-les-Mines
- canton de Cambrin
- canton de Douvrin
- canton de Liévin-Nord
- canton de Liévin-Sud
- canton de Wingles.

Ce regroupement de divisions administratives (cantons) est celui en vigueur pour les élections législatives de 2022.

### Démographie
D'après le recensement de la population en 2019, réalisé par l'Institut national de la statistique et des études économiques (INSEE), la population de cette circonscription est de 129 977 habitants,,.

## Historique des députations
| Législature | Début de mandat | Fin de mandat  | Député                | Parti politique | Observations                                                                               |
| ----------- | --------------- | -------------- | --------------------- | --------------- | ------------------------------------------------------------------------------------------ |
| Ire         | 9 décembre 1958 | 9 octobre 1962 | Henri Darras          | SFIO            | Mandat écourté à la suite d'une dissolution parlementaire décidée par Charles de Gaulle.   |
| IIe         | 6 décembre 1962 | 2 avril 1967   | Henri Darras          | SFIO            |                                                                                            |
| IIIe        | 3 avril 1967    | 30 mai 1968    | Henri Darras          | SFIO            | Mandat écourté à la suite d'une dissolution parlementaire décidée par Charles de Gaulle.   |
| IVe         | 11 juillet 1968 | 1er avril 1973 | Henri Darras          | SFIO puis PS    |                                                                                            |
| Ve          | 2 avril 1973    | 2 avril 1978   | Henri Darras          | PS              |                                                                                            |
| VIe         | 3 avril 1978    | 22 mai 1981    | Henri Darras          | PS              | Mandat écourté à la suite d'une dissolution parlementaire décidée par François Mitterrand. |
| VIIe        | 2 juillet 1981  | 1er avril 1986 | Henri Darras          | PS              |                                                                                            |
| IXe         | 23 juin 1988    | 1er avril 1993 | Jean-Pierre Kucheida  | PS              |                                                                                            |
| Xe          | 2 avril 1993    | 21 avril 1997  | Jean-Pierre Kucheida, | PS,             | Mandat écourté à la suite d'une dissolution parlementaire décidée par Jacques Chirac.      |
| XIe         | 12 juin 1997    | 18 juin 2002   | Jean-Pierre Kucheida, | PS,             |                                                                                            |
| XIIe        | 19 juin 2002    | 19 juin 2007   | Jean-Pierre Kucheida, | PS,             |                                                                                            |
| XIIIe       | 20 juin 2007    | 19 juin 2012   | Jean-Pierre Kucheida  | PS              |                                                                                            |
| XIVe        | 20 juin 2012    | 20 juin 2017   | Nicolas Bays          | PS              |                                                                                            |
| XVe         | 21 juin 2017    | 21 juin 2022   | Bruno Bilde           | RN              |                                                                                            |
| XVIe        | 22 juin 2022    | 9 juin 2024    | Bruno Bilde           | RN              | Mandat écourté à la suite d'une dissolution parlementaire décidée par Emmanuel Macron.     |
| XVIIe       | 8 juillet 2024  | En cours       | Bruno Bilde           | RN              |                                                                                            |

## Historique des élections

### Élections de 1958
| Candidat       | Candidat          | Parti          | Premier tour | Premier tour | Second tour | Second tour |  |
| Candidat       | Candidat          | Parti          | Voix         | %            | Voix        | %           |  |
| -------------- | ----------------- | -------------- | ------------ | ------------ | ----------- | ----------- |  |
|                | Henri Darras élu  | SFIO           | 19 697       | 46,47        | 24 742      | 61,57       |  |
|                | Léandre Létoquart | PCF            | 15 174       | 35,8         | 15 446      | 38,43       |  |
|                | Valéry Poubelle   | MRP            | 4 104        | 9,68         | Retrait     | Retrait     |  |
|                | Eugène Bertholet  | UNR            | 3 416        | 8,06         | Retrait     | Retrait     |  |
|                |                   |                |              |              |             |             |  |
| Inscrits       | Inscrits          | Inscrits       | 52 082       | 100,00       | 52 067      | 100,00      |  |
| Abstentions    | Abstentions       | Abstentions    | 9 011        | 17,3         | 10 695      | 20,54       |  |
| Votants        | Votants           | Votants        | 43 071       | 82,7         | 41 372      | 79,46       |  |
| Blancs et nuls | Blancs et nuls    | Blancs et nuls | 680          | 1,58         | 1 184       | 2,86        |  |
| Exprimés       | Exprimés          | Exprimés       | 42 391       | 98,42        | 40 188      | 97,14       |  |

Le suppléant d'Henri Darras était Jean-Wilfrid Mallet, mineur, maire de Bully-les-Mines, conseiller général du canton de  Liévin-Nord-Ouest.

### Élections de 1962
| Candidat       | Candidat                   | Parti          | Premier tour | Premier tour | Second tour | Second tour |  |
| Candidat       | Candidat                   | Parti          | Voix         | %            | Voix        | %           |  |
| -------------- | -------------------------- | -------------- | ------------ | ------------ | ----------- | ----------- |  |
|                | Henri Darras sortant réélu | SFIO           | 16 426       | 41,67        | 28 850      | 75,97       |  |
|                | Léandre Létoquart          | PCF            | 14 387       | 36,49        | Retrait     | Retrait     |  |
|                | Roger Cailleteau           | UNR-UDT        | 6 331        | 16,06        | 9 128       | 24,03       |  |
|                | Jean Vasseur               | MRP            | 2 279        | 5,78         | Retrait     | Retrait     |  |
|                |                            |                |              |              |             |             |  |
| Inscrits       | Inscrits                   | Inscrits       | 52 620       | 100,00       | 52 613      | 100,00      |  |
| Abstentions    | Abstentions                | Abstentions    | 12 453       | 23,67        | 12 874      | 24,47       |  |
| Votants        | Votants                    | Votants        | 40 167       | 76,33        | 39 739      | 75,53       |  |
| Blancs et nuls | Blancs et nuls             | Blancs et nuls | 744          | 1,85         | 1 761       | 4,43        |  |
| Exprimés       | Exprimés                   | Exprimés       | 39 423       | 98,15        | 37 978      | 95,57       |  |

Le suppléant de Henri Darras était Jean-Wilfrid Mallet.

### Élections de 1967
| Candidat       | Candidat                   | Parti          | Premier tour | Premier tour | Second tour | Second tour |  |
| Candidat       | Candidat                   | Parti          | Voix         | %            | Voix        | %           |  |
| -------------- | -------------------------- | -------------- | ------------ | ------------ | ----------- | ----------- |  |
|                | Henri Darras sortant réélu | SFIO (FGDS)    | 20 192       | 43,7         | 33 919      | 77,53       |  |
|                | Léandre Létoquart          | PCF            | 16 330       | 35,34        | Retrait     | Retrait     |  |
|                | Roger Cailleteau           | UD-Ve          | 8 180        | 17,7         | 9 833       | 22,47       |  |
|                | Jean Vion                  | CD (PDM)       | 1 502        | 3,25         |             |             |  |
|                |                            |                |              |              |             |             |  |
| Inscrits       | Inscrits                   | Inscrits       | 53 648       | 100,00       | 53 645      | 100,00      |  |
| Abstentions    | Abstentions                | Abstentions    | 6 858        | 12,78        | 8 799       | 16,4        |  |
| Votants        | Votants                    | Votants        | 46 790       | 87,22        | 44 846      | 83,6        |  |
| Blancs et nuls | Blancs et nuls             | Blancs et nuls | 586          | 1,25         | 1 094       | 2,44        |  |
| Exprimés       | Exprimés                   | Exprimés       | 46 204       | 98,75        | 43 752      | 97,56       |  |

Le suppléant d'Henri Darras était Jean-Wilfrid Mallet.

### Élections de 1968
| Candidat       | Candidat                   | Parti          | Premier tour | Premier tour | Second tour | Second tour |  |
| Candidat       | Candidat                   | Parti          | Voix         | %            | Voix        | %           |  |
| -------------- | -------------------------- | -------------- | ------------ | ------------ | ----------- | ----------- |  |
|                | Henri Darras sortant réélu | SFIO (FGDS)    | 17 858       | 39,68        | 29 813      | 70,59       |  |
|                | Léandre Létoquart          | PCF            | 15 523       | 34,49        | Retrait     | Retrait     |  |
|                | Charles Darsonville        | UDR (URP)      | 11 623       | 25,83        | 12 421      | 29,41       |  |
|                |                            |                |              |              |             |             |  |
| Inscrits       | Inscrits                   | Inscrits       | 54 069       | 100,00       | 54 067      | 100,00      |  |
| Abstentions    | Abstentions                | Abstentions    | 8 426        | 15,58        | 11 076      | 20,49       |  |
| Votants        | Votants                    | Votants        | 45 643       | 84,42        | 42 991      | 79,51       |  |
| Blancs et nuls | Blancs et nuls             | Blancs et nuls | 639          | 1,4          | 757         | 1,76        |  |
| Exprimés       | Exprimés                   | Exprimés       | 45 004       | 98,6         | 42 234      | 98,24       |  |

Le suppléant d'Henri Darras était Jean-Wilfrid Mallet.

### Élections de 1973
| Candidat       | Candidat                   | Parti          | Premier tour | Premier tour | Second tour | Second tour |  |
| Candidat       | Candidat                   | Parti          | Voix         | %            | Voix        | %           |  |
| -------------- | -------------------------- | -------------- | ------------ | ------------ | ----------- | ----------- |  |
|                | Henri Darras sortant réélu | PS (UGSD)      | 20 769       | 43,75        | 35 577      | 78,97       |  |
|                | Léandre Létoquart          | PCF            | 17 800       | 37,5         | Retrait     | Retrait     |  |
|                | Charles Darsonville        | UDR (URP)      | 6 104        | 12,86        | 9 472       | 21,03       |  |
|                | André Gruez                | Rad (MR)       | 2 794        | 5,89         |             |             |  |
|                |                            |                |              |              |             |             |  |
| Inscrits       | Inscrits                   | Inscrits       | 56 279       | 100,00       | 56 273      | 100,00      |  |
| Abstentions    | Abstentions                | Abstentions    | 7 995        | 14,21        | 10 029      | 17,82       |  |
| Votants        | Votants                    | Votants        | 48 284       | 85,79        | 46 244      | 82,18       |  |
| Blancs et nuls | Blancs et nuls             | Blancs et nuls | 817          | 1,69         | 1 195       | 2,58        |  |
| Exprimés       | Exprimés                   | Exprimés       | 47 467       | 98,31        | 45 049      | 97,42       |  |

Le suppléant d'Henri Darras était Jean-Pierre Kucheida, professeur de lycée, conseiller municipal de Liévin.

### Élections de 1978
| Candidat       | Candidat                   | Parti          | Premier tour | Premier tour | Second tour | Second tour |  |
| Candidat       | Candidat                   | Parti          | Voix         | %            | Voix        | %           |  |
| -------------- | -------------------------- | -------------- | ------------ | ------------ | ----------- | ----------- |  |
|                | Henri Darras sortant réélu | PS             | 21 577       | 40,37        | 40 511      | 100,00      |  |
|                | Jacqueline Poly            | PCF            | 18 715       | 35,01        | Retrait     | Retrait     |  |
|                | Roger Beauvois             | UDF (CDS)      | 6 966        | 13,03        |             |             |  |
|                | André Delaby               | RPR            | 3 676        | 6,88         |             |             |  |
|                | Josiane Dubois             | LO             | 1 297        | 2,43         |             |             |  |
|                | Joëlle Fleury              | Divers droite  | 746          | 1,4          |             |             |  |
|                | Jacques Lacaze             | UOPDP          | 473          | 0,88         |             |             |  |
|                |                            |                |              |              |             |             |  |
| Inscrits       | Inscrits                   | Inscrits       | 63 728       | 100,00       | 63 728      | 100,00      |  |
| Abstentions    | Abstentions                | Abstentions    | 8 994        | 14,11        | 12 779      | 20,05       |  |
| Votants        | Votants                    | Votants        | 54 734       | 85,89        | 50 949      | 79,95       |  |
| Blancs et nuls | Blancs et nuls             | Blancs et nuls | 1 284        | 2,35         | 10 438      | 20,49       |  |
| Exprimés       | Exprimés                   | Exprimés       | 53 450       | 97,65        | 40 511      | 79,51       |  |

Le suppléant d'Henri Darras était Jean-Pierre Kucheida.

### Élections de 1981
|                | Henri Darras sortant réélu | PS             | 26 956 | 55,86  |  |  |  |
|                | Jacqueline Poly            | PCF            | 13 419 | 27,80  |  |  |  |
|                | Roger Beauvois             | UDF (CDS)      | 7 358  | 15,25  |  |  |  |
|                | Dominique Lanères          | PSU            | 525    | 1,09   |  |  |  |
|                |                            |                |        |        |  |  |  |
| Inscrits       | Inscrits                   | Inscrits       | 65 507 | 100,00 |  |  |  |
| Abstentions    | Abstentions                | Abstentions    | 16 228 | 24,77  |  |  |  |
| Votants        | Votants                    | Votants        | 49 279 | 75,23  |  |  |  |
| Blancs et nuls | Blancs et nuls             | Blancs et nuls | 1 021  | 2,07   |  |  |  |
| Exprimés       | Exprimés                   | Exprimés       | 48 258 | 97,93  |  |  |  |

Le suppléant de Henri Darras était Jean-Pierre Kucheida. Jean-Pierre Kucheida remplaça Henri Darras, décédé, du 2 juillet 1981 au 1er avril 1986.

### Élections de 1988
|                | Jean-Pierre Kucheida sortant réélu | PS              | 30 006 | 57,58  |  |  |  |
|                | Jacques Robitail                   | PCF             | 11 954 | 22,94  |  |  |  |
|                | Hervé Leplat                       | UDF (PSD) (URC) | 6 099  | 11,7   |  |  |  |
|                | Paul Leveugle                      | FN              | 4 052  | 7,78   |  |  |  |
|                |                                    |                 |        |        |  |  |  |
| Inscrits       | Inscrits                           | Inscrits        | 75 857 | 100,00 |  |  |  |
| Abstentions    | Abstentions                        | Abstentions     | 22 211 | 29,28  |  |  |  |
| Votants        | Votants                            | Votants         | 53 646 | 70,72  |  |  |  |
| Blancs et nuls | Blancs et nuls                     | Blancs et nuls  | 1 535  | 2,86   |  |  |  |
| Exprimés       | Exprimés                           | Exprimés        | 52 111 | 97,14  |  |  |  |

Le suppléant de Jean-Pierre Kucheida était Michel Vancaille, contrôleur des PTT, conseiller général, maire de Bully-les-Mines.

### Élections de 1993
| Candidat       | Candidat                           | Parti          | Premier tour | Premier tour | Second tour | Second tour |  |
| Candidat       | Candidat                           | Parti          | Voix         | %            | Voix        | %           |  |
| -------------- | ---------------------------------- | -------------- | ------------ | ------------ | ----------- | ----------- |  |
|                | Jean-Pierre Kucheida sortant réélu | PS (ADFP)      | 16 084       | 31           | 24 673      | 100,00      |  |
|                | Jacques Robitail                   | PCF            | 12 530       | 24,15        | Retrait     | Retrait     |  |
|                | Bernard Urbaniak                   | Divers centre  | 7 148        | 13,78        |             |             |  |
|                | Geneviève Poklepa                  | FN             | 5 194        | 10,01        |             |             |  |
|                | Jean-Marc Sergent                  | Divers droite  | 4 412        | 8,5          |             |             |  |
|                | Jean-Philippe Pouillaude           | LT-LNÉ         | 3 119        | 6,01         |             |             |  |
|                | Daniel Ludwikowski                 | Les Verts (EÉ) | 2 036        | 3,92         |             |             |  |
|                | Josiane Dubois                     | LO             | 1 365        | 2,63         |             |             |  |
|                |                                    |                |              |              |             |             |  |
| Inscrits       | Inscrits                           | Inscrits       | 76 359       | 100,00       | 76 360      | 100,00      |  |
| Abstentions    | Abstentions                        | Abstentions    | 21 090       | 27,62        | 34 023      | 44,56       |  |
| Votants        | Votants                            | Votants        | 55 269       | 72,38        | 42 337      | 55,44       |  |
| Blancs et nuls | Blancs et nuls                     | Blancs et nuls | 3 381        | 6,12         | 17 664      | 41,72       |  |
| Exprimés       | Exprimés                           | Exprimés       | 51 888       | 93,88        | 24 673      | 58,28       |  |

La suppléante de Jean-Pierre Kucheida était Danielle Darras, secrétaire de direction, adjointe au maire de Liévin, conseillère générale du canton de Liévin-Sud.

### Élections de 1997
| Candidat       | Candidat                           | Parti          | Premier tour | Premier tour | Second tour | Second tour |  |
| Candidat       | Candidat                           | Parti          | Voix         | %            | Voix        | %           |  |
| -------------- | ---------------------------------- | -------------- | ------------ | ------------ | ----------- | ----------- |  |
|                | Jean-Pierre Kucheida sortant réélu | PS             | 18 185       | 35,26        | 29 735      | 100,00      |  |
|                | Jacques Robitail                   | PCF            | 14 341       | 27,81        | Retrait     | Retrait     |  |
|                | Patrick Ratcliffe                  | FN             | 7 727        | 14,98        |             |             |  |
|                | Bernard Pukiel                     | RPR            | 4 512        | 8,75         |             |             |  |
|                | Nathalie Hubert                    | LO             | 2 316        | 4,49         |             |             |  |
|                | Jérôme Przystupa                   | Les Verts      | 2 055        | 3,98         |             |             |  |
|                | Henri Bailleul                     | MÉI            | 1 486        | 2,88         |             |             |  |
|                | David Sergent                      | CNIP (LDI)     | 954          | 1,85         |             |             |  |
|                |                                    |                |              |              |             |             |  |
| Inscrits       | Inscrits                           | Inscrits       | 75 688       | 100,00       | 75 688      | 100,00      |  |
| Abstentions    | Abstentions                        | Abstentions    | 21 280       | 28,12        | 33 325      | 44,03       |  |
| Votants        | Votants                            | Votants        | 54 408       | 71,88        | 42 363      | 55,97       |  |
| Blancs et nuls | Blancs et nuls                     | Blancs et nuls | 2 832        | 5,21         | 12 628      | 29,81       |  |
| Exprimés       | Exprimés                           | Exprimés       | 51 576       | 94,79        | 29 735      | 70,19       |  |

La suppléante de Jean-Pierre Kucheida était Danielle Darras.

### Élections de 2002
| Candidat       | Candidat                           | Parti            | Premier tour | Premier tour | Second tour | Second tour |  |
| Candidat       | Candidat                           | Parti            | Voix         | %            | Voix        | %           |  |
| -------------- | ---------------------------------- | ---------------- | ------------ | ------------ | ----------- | ----------- |  |
|                | Jean-Pierre Kucheida sortant réélu | PS               | 19 294       | 43,71        | 28 147      | 74,08       |  |
|                | Louis Lecoeuvre                    | FN               | 7 085        | 16,05        | 9 847       | 25,92       |  |
|                | Jeanine Duquesne                   | UMP              | 5 556        | 12,59        |             |             |  |
|                | Cathy Apourceau-Poly               | PCF              | 4 554        | 10,32        |             |             |  |
|                | Bernard Urbaniak                   | Pôle républicain | 1 878        | 4,25         |             |             |  |
|                | Nathalie Hubert                    | LO               | 1 289        | 2,92         |             |             |  |
|                | Daniel Ludwikowski                 | Les Verts        | 1 207        | 2,73         |             |             |  |
|                | Sylviane Charles                   | LCR              | 772          | 1,75         |             |             |  |
|                | Rosemonde Lefrancq                 | CPNT             | 637          | 1,44         |             |             |  |
|                | Marie-Paule Vasselle               | MNR              | 446          | 1,01         |             |             |  |
|                | Henri Bailleul                     | MÉI              | 439          | 0,99         |             |             |  |
|                | Christian Guffroy                  | PT               | 404          | 0,92         |             |             |  |
|                | Annette Parra                      | GÉ               | 282          | 0,64         |             |             |  |
|                | Cendrine Duriez                    | Extrême gauche   | 165          | 0,37         |             |             |  |
|                | Murielle Drelon                    | Divers gauche    | 137          | 0,31         |             |             |  |
|                |                                    |                  |              |              |             |             |  |
| Inscrits       | Inscrits                           | Inscrits         | 77 668       | 100,00       | 77 667      | 100,00      |  |
| Abstentions    | Abstentions                        | Abstentions      | 31 938       | 41,12        | 36 094      | 46,47       |  |
| Votants        | Votants                            | Votants          | 45 730       | 58,88        | 41 573      | 53,53       |  |
| Blancs et nuls | Blancs et nuls                     | Blancs et nuls   | 1 585        | 3,47         | 3 579       | 8,61        |  |
| Exprimés       | Exprimés                           | Exprimés         | 44 145       | 96,53        | 37 994      | 91,39       |  |

La suppléante de Jean-Pierre Kucheida était Danielle Darras.

### Élections de 2007
| Candidat       | Candidat                           | Parti                 | Premier tour | Premier tour | Second tour | Second tour |  |
| Candidat       | Candidat                           | Parti                 | Voix         | %            | Voix        | %           |  |
| -------------- | ---------------------------------- | --------------------- | ------------ | ------------ | ----------- | ----------- |  |
|                | Jean-Pierre Kucheida sortant réélu | PS                    | 19 706       | 45,61        | 27 866      | 69,69       |  |
|                | Jeanine Duquesne                   | UMP                   | 8 396        | 19,43        | 12 118      | 30,31       |  |
|                | Cathy Poly-Apourceau               | PCF                   | 4 101        | 9,49         |             |             |  |
|                | Louis Lecoeuvre                    | FN                    | 3 351        | 7,76         |             |             |  |
|                | Anne Revel-Delpech                 | UDF–MoDem             | 2 118        | 4,90         |             |             |  |
|                | Frédéric Fraccola                  | LCR                   | 1 372        | 3,18         |             |             |  |
|                | Nathalie Hubert                    | LO                    | 981          | 2,27         |             |             |  |
|                | Ludovic Moronval                   | Les Verts             | 974          | 2,25         |             |             |  |
|                | François Balavoine                 | CPNT                  | 716          | 1,66         |             |             |  |
|                | Jacques Lacaze                     | Extrême gauche (PRCF) | 672          | 1,56         |             |             |  |
|                | Marc Thorel                        | MÉI                   | 588          | 1,36         |             |             |  |
|                | Vincent Froger de Mauny            | NC                    | 231          | 0,53         |             |             |  |
|                |                                    |                       |              |              |             |             |  |
| Inscrits       | Inscrits                           | Inscrits              | 78 977       | 100,00       | 78 977      | 100,00      |  |
| Abstentions    | Abstentions                        | Abstentions           | 34 471       | 43,65        | 36 869      | 46,68       |  |
| Votants        | Votants                            | Votants               | 44 506       | 56,35        | 42 108      | 53,32       |  |
| Blancs et nuls | Blancs et nuls                     | Blancs et nuls        | 1 300        | 2,92         | 2 124       | 5,04        |  |
| Exprimés       | Exprimés                           | Exprimés              | 43 206       | 97,08        | 39 984      | 94,96       |  |

### Élections de 2012
| Candidat       | Candidat                     | Parti          | Premier tour | Premier tour | Second tour | Second tour |  |
| Candidat       | Candidat                     | Parti          | Voix         | %            | Voix        | %           |  |
| -------------- | ---------------------------- | -------------- | ------------ | ------------ | ----------- | ----------- |  |
|                | Charlotte Soula              | FN (RBM)       | 12 839       | 25,69        | 19 905      | 43,17       |  |
|                | Nicolas Bays élu             | PS (PRG)       | 12 296       | 24,61        | 26 216      | 56,83       |  |
|                | Jean-Pierre Kucheida sortant | Divers gauche  | 10 811       | 21,64        |             |             |  |
|                | Frédéric Lamant              | UMP            | 6 099        | 12,21        |             |             |  |
|                | Christian Champiré           | PCF (FG)       | 4 595        | 9,20         |             |             |  |
|                | Hervé Rubin                  | EÉLV (MÉI)     | 756          | 1,51         |             |             |  |
|                | Régis Scheenaerts            | LO             | 713          | 1,43         |             |             |  |
|                | Michel Richet                | LT-LNÉ         | 580          | 1,16         |             |             |  |
|                | Anne Delpech                 | MoDem (CpF)    | 572          | 1,14         |             |             |  |
|                | Jacques Kleinpeter           | NPA            | 263          | 0,53         |             |             |  |
|                | Laëtitia Matiatos            | NC             | 199          | 0,40         |             |             |  |
|                | Habiba Chouaf                | AÉI            | 146          | 0,29         |             |             |  |
|                | Charlotte Albrun             | MOC            | 99           | 0,20         |             |             |  |
|                |                              |                |              |              |             |             |  |
| Inscrits       | Inscrits                     | Inscrits       | 94 597       | 100,00       | 94 598      | 100,00      |  |
| Abstentions    | Abstentions                  | Abstentions    | 43 276       | 45,75        | 45 175      | 47,75       |  |
| Votants        | Votants                      | Votants        | 51 321       | 54,25        | 49 423      | 52,25       |  |
| Blancs et nuls | Blancs et nuls               | Blancs et nuls | 1 353        | 2,64         | 3 302       | 6,68        |  |
| Exprimés       | Exprimés                     | Exprimés       | 49 968       | 97,36        | 46 121      | 93,32       |  |

### Élections de 2017
C'est dans la douzième circonscription du Pas-de-Calais que Marine Le Pen a obtenu au second tour son meilleur score de France au second tour de la présidentielle (60,52 %). Pour les législatives, le député sortant Nicolas Bays investit par le PS, a annoncé qu'il renonçait finalement à se présenter.
Les élections législatives françaises de 2017 ont lieu les dimanches 11 et 18 juin 2017. 
|                  | Bruno Bilde         | FN          | 15 115 | 35,53  | 20 057 | 55,08  |  |  |  |  |  |
|                  | Coralie Rembert     | REM         | 8 863  | 20,84  | 16 360 | 44,92  |  |  |  |  |  |
|                  | Laurent Duporge     | PS          | 6 829  | 16,05  |        |        |  |  |  |  |  |
|                  | Grégory Frackowiak  | FI          | 5 120  | 12,04  |        |        |  |  |  |  |  |
|                  | Caroline Meloni     | LR          | 1 781  | 4,19   |        |        |  |  |  |  |  |
|                  | Christian Champiré  | PCF         | 1 774  | 4,17   |        |        |  |  |  |  |  |
|                  | Daniel Ludwikowski  | EELV        | 992    | 2,33   |        |        |  |  |  |  |  |
|                  | Régis Scheenaerts   | LO          | 616    | 1,45   |        |        |  |  |  |  |  |
|                  | Jean-Michel Andreau | DLF         | 525    | 1,23   |        |        |  |  |  |  |  |
|                  | Frédéric Lamand     | PCD         | 443    | 1,04   |        |        |  |  |  |  |  |
|                  | Christiane Bouriez  | ECO         | 215    | 0,51   |        |        |  |  |  |  |  |
|                  | Henri Condette      | UPR         | 197    | 0,46   |        |        |  |  |  |  |  |
|                  | Alexandre Ruiz      | SE          | 68     | 0,16   |        |        |  |  |  |  |  |
|                  |                     |             |        |        |        |        |  |  |  |  |  |
| Inscrits         | Inscrits            | Inscrits    | 95 109 | 100,00 | 95 124 | 100,00 |  |  |  |  |  |
| Abstentions      | Abstentions         | Abstentions | 51 200 | 53,83  | 55 382 | 58,22  |  |  |  |  |  |
| Votants          | Votants             | Votants     | 43 909 | 46,17  | 39 742 | 41,78  |  |  |  |  |  |
| Blancs           | Blancs              | Blancs      | 1 353  | 1,84   | 2 146  | 5,40   |  |  |  |  |  |
| Nuls             | Nuls                | Nuls        | 1 353  | 1,29   | 1 179  | 2,97   |  |  |  |  |  |
| Exprimés         | Exprimés            | Exprimés    | 42 538 | 96,88  | 36 417 | 91,63  |  |  |  |  |  |
| * député sortant |                     |             |        |        |        |        |  |  |  |  |  |

### Élections de 2022
Les élections législatives françaises de 2022 ont lieu les dimanches 12 et 19 juin 2022.
| Résultats des élections législatives des 12 et 19 juin 2022 de la 12e circonscription du Pas-de-Calais |                          |                          |                          |              |              |             |             |
| Candidat                                                                                               | Candidat                 | Parti et coalition       | Nuance                   | Premier tour | Premier tour | Second tour | Second tour |
| Candidat                                                                                               | Candidat                 | Parti et coalition       | Nuance                   | Voix         | %            | Voix        | %           |
| | Bruno Bilde              | RN                       | RN                       | 16 609       | 41,82        | 20 855      | 56,30       |
| | Jérôme Darras            | PS (NUPES)               | NUP                      | 11 703       | 29,47        | 16 190      | 43,70       |
| | Patrick Debruyne         | LREM-MoDem-HOR (ENS)     | ENS                      | 5 927        | 14,92        |             |             |
| | Alain De Carrion         | MDC-PRG                  | RDG                      | 1 774        | 4,47         |             |             |
| | Emmanuelle Danjou        | REC-CNIP-VIA-MC          | REC                      | 1 076        | 2,71         |             |             |
| | Martine Belot            | LR-UDI-NC (UDC)          | LR                       | 766          | 1,93         |             |             |
| | Régis Scheenaerts        | LO                       | DXG                      | 650          | 1,64         |             |             |
| | Matthieu Petit           | LP-DLF-UPR (UPF)         | DSV                      | 524          | 1,32         |             |             |
| | Christophe Van Lierde    | POID                     | DXG                      | 477          | 1,20         |             |             |
| | Abdellah Ait Moussa      | UDMF                     | DIV                      | 209          | 0,53         |             |             |
| Votes valides                                                                                          | Votes valides            | Votes valides            | Votes valides            | 39 715       | 96,85        | 37 045      | 91,92       |
| Votes blancs                                                                                           | Votes blancs             | Votes blancs             | Votes blancs             | 869          | 2,12         | 2 311       | 5,73        |
| Votes nuls                                                                                             | Votes nuls               | Votes nuls               | Votes nuls               | 424          | 1,03         | 946         | 2,35        |
| Total                                                                                                  | Total                    | Total                    | Total                    | 41 008       | 100          | 40 302      | 100         |
| Abstention                                                                                             | Abstention               | Abstention               | Abstention               | 55 487       | 57,50        | 56 198      | 58,24       |
| Inscrits / participation                                                                               | Inscrits / participation | Inscrits / participation | Inscrits / participation | 96 495       | 42,50        | 96 500      | 41,76       |

### Élections de 2024
|                          | Bruno Bilde              | RN                       | RN                       | 33 944 | 59,24 |  |  |
|                          | Alain Bavay              | PS (NFP)                 | UG                       | 12 059 | 21,04 |  |  |
|                          | Steve Bossart            | SE (ENS)                 | DVC                      | 10 178 | 17,76 |  |  |
|                          | Régis Scheenaerts        | LO                       | EXG                      | 1 121  | 1,96  |  |  |
|                          |                          |                          |                          |        |       |  |  |
| Suffrages exprimés       | Suffrages exprimés       | Suffrages exprimés       | Suffrages exprimés       | 94 652 | 97,79 |  |  |
| Votes blancs             | Votes blancs             | Votes blancs             | Votes blancs             | 1 476  | 2,48  |  |  |
| Votes nuls               | Votes nuls               | Votes nuls               | Votes nuls               | 661    | 1,11  |  |  |
| Total                    | Total                    | Total                    | Total                    | 96 789 | 100   |  |  |
| Abstention               | Abstention               | Abstention               | Abstention               | 37 751 | 38,59 |  |  |
| Inscrits / participation | Inscrits / participation | Inscrits / participation | Inscrits / participation | 59 038 | 61,41 |  |  |

#### Département du Pas-de-Calais
- La fiche de l'INSEE de cette circonscription : « Tableaux et Analyses de la douzième circonscription du Pas-de-Calais », sur insee.fr, site de l'Institut national de la statistique et des études économiques (consulté le 10 juin 2007) [PDF]

- « Tous les députés du département du Pas-de-Calais depuis 1789 », sur assemblee-nationale.fr, site de l'Assemblée nationale française (consulté le 10 juin 2007)

- « Informations contentieuses sur le département du Pas-de-Calais (Élections législatives de 2002) »(Archive.org • Wikiwix • Archive.is • Google • Que faire ?), sur conseil-constitutionnel.fr, site du Conseil constitutionnel (consulté le 13 juin 2007)

#### Circonscriptions en France
- « Carte des circonscriptions législatives en France », sur assemblee-nationale.fr, site de l'Assemblée nationale française (consulté le 10 juin 2007)

- « Résultats électoraux officiels en France »(Archive.org • Wikiwix • Archive.is • Google • Que faire ?), sur interieur.gouv.fr, site du ministère de l'Intérieur (France) (consulté le 13 juin 2007)

- Description et Atlas des circonscriptions électorales de France sur http://www.atlaspol.com, Atlaspol, site de cartographie géopolitique, consulté le 13 juin 2007.
- Loi relative à la délimitation des circonscriptions pour l'élection des députés, surnommée redécoupage Pasqua (du nom de Charles Pasqua, ministre de l'Intérieur en 1986) : « Publication au JORF du 25 novembre 1986 », sur legifrance.gouv.fr, site du service public de la diffusion du droit en France (consulté le 13 juin 2007). Cette loi crée en outre 86 nouvelles circonscriptions législatives en France, leur nombre total passant de 491 à 577.